# Odontosyllis maorioria
Odontosyllis maorioria är en ringmaskart som beskrevs av Knox 1960. Odontosyllis maorioria ingår i släktet Odontosyllis och familjen Syllidae.
Artens utbredningsområde är havet kring Nya Zeeland. Inga underarter finns listade i Catalogue of Life.